# Sepultamento
Sepultamento és una escultura de l'escultor Victor Brecheret. Creada el 1923, roman al cementeri de Consolação, a São Paulo.
Esculpida a França l'any 1923, l'obra va ser exposada i premiada al Salon d'Autonome de París. Més tard, l'escultura de granit va ser venuda a la família Guedes Penteado i avui es troba al cementiri de la Consolação, adornant la tomba d'Olívia Guedes Penteado. Era una admiradora declarada de Brecheret, mecenes dels modernistes i el saló de la qual va ser el primer a rebre obres d'aquests artistes.
Mise au tombeau (nom francès de l'obra) retrata la pietà, una escena bíblica clàssica i molt retratada per l'art italià. Però, en l'obra de Brecheret, quatre dones ploren amb Maria, mare de Jesús, que té a Crist desmaiat als seus braços. Les figures estan representades amb un cos retorçat i amb la síntesi formal que després de la seva estada a França es va convertir en típic de l'artista.
Per a Mário de Andrade, l'obra va aportar la idea fúnebre per la seva elegància i senzillesa, en contrast amb les sentimentals, fetes en marbre, que es veien habitualment al cementiri de la Consolação, que eren el gust de la burgesia de l'època i al que el modernisme s'oposava. Durant la seva estada a França, Brecheret, va rebre articles i manifestacions de suport de diversos artistes modernistes brasilers, entre ells Mário de Andrade, que va aconsellar a Brecheret que investigués els indígenes brasilers per tal de desenvolupar una escultura única, original i brasilera, un art nacionalista.